# Ohashi Motofumi
Motofumi Ohashi (sinh ngày 24 tháng 6 năm 1987) là một cầu thủ bóng đá người Nhật Bản.

## Sự nghiệp câu lạc bộ
Motofumi Ohashi đã từng chơi cho Zweigen Kanazawa.